# The Naked Brothers Band
The Naked Brothers Band is een vanaf 2007 lopende rocku- en mockumentary en een Amerikaanse rockband. De televisieserie gaat over een rockband van een aantal kinderen, die startte op Nickelodeon na de film The Naked Brothers Band: The Movie. De afleveringen begonnen in de Verenigde Staten op 3 februari 2007. In Nederland begonnen de afleveringen op 6 april 2008.

## Verhaal

### Seizoen 1
Het verhaal is gevormd rond de 11-jaar-oude Nat en de 8-jaar-oude Alex Wolff, leden van de wereldberoemde rockband genaamd The Naked Brothers Band. De band bevat de zanger, tekstschrijver en toetsenist Nat Wolff,
drummer Alex Wolff, gitarist Qaasim Middleton (11 jaar oud), toetsenist David Levi (11 jaar oud), cellist Thomas Batuello (11 jaar oud), bassiste - en Nat's stiekeme liefde - Rosalina (gespeeld door Allie DiMeco - 13 jaar oud), en ten slotte hun manager Cooper Pillot (11 jaar oud).
Ze krijgen te maken met zaken zoals rivaliteit, meiden, muziek, en edele relaties tijdens de series. De show is gemaakt in een realistische stijl, met de spelers ervan bewust zijnde dat de camera's hen volgen.
Tijdens de serie zijn Nat en Rosalina stiekem verliefd op elkaar, en hoewel ze dit niet willen toegeven, kan dit leiden tot pesterijen van Thomas en David.

### Seizoen 2
In het tweede seizoen is Nat inmiddels 12 geworden, en is Alex 8 jaar oud. De bandleden: Rosalina is 14, Qaasim 11, Thomas, David en Cooper zijn - evenals Nat - 12 jaar oud.
Seizoen twee start, evenals het eerste seizoen, met een film, The Naked Brothers Band: The Sidekicks, en eindigt ook met een film, The Naked Brothers Band: Polar Bears. Dit seizoen gaat de band op een zogenaamde mock tour.

## Figuuromschrijvingen
- Nat Wolff - Nat fungeert hoofdzakelijk als leadzanger, toetsenist en songwriter van de band (zoals bijvoorbeeld in het lied I'm Out van de eerste aflevering van seizoen 1). Hij speelt ook gitaar in het lied Taxi Cab en bespeelt het drumstel in Three is Enough en Changing. Nat heeft een zwak voor de bassiste van de band, hij is verliefd op Rosalina, op wie hij in het eerste seizoen flink indruk probeert te maken. In het tweede seizoen eindigen ze samen op de prom, en later gaan ze op een dubbeldate. Hij is een grote fan van The Beatles, waar hij dan ook veel inspiratie vandaan haalt voor zijn liedjes.
- Alex Wolff - Als Nats jongere broertje, is Alex de drummer voor de Naked Brothers Band, hoewel hij het keyboard bespeelt in het liedje Changing, door hem geschreven. Hij heeft ook andere liedjes geschreven, zoals I Could Be, Alien Clones en Three is Enough. Hij houdt van melk, en hij draagt altijd de kleuren rood, wit en blauw.
- Thomas Batuello - Thomas is de cellist van de band. Hij haalt hij vaak streken uit samen met David, en is hij jaloers op hoe Nat al de meiden aantrekt. Thomas plaagt Nat en Rosalina vaak omdat ze verliefd zijn op elkaar.
- David Levi - Als toetsenist voor The Naked Brothers Band, houdt hij ervan met zijn gameboy te spelen, en Thomas te vergezellen in zijn streken. Hij heeft veel geluk, en is heel slim. In de serie is hij het baasje van een Franse Bulldog genaamd E.T, in werkelijkheid was E.T van Nat en Alex
- Qaasim Middleton - Qaasim is de leadgitarist van de band. Hij staat erom bekend slim te zijn en zachtaardig voor de vrouwen.
- Rosalina - Als bassiste voor de Naked Brothers Band, kan ze zes andere instrumenten bespelen, wat dan ook de reden is waarom Nat haar bij de band liet. Ze is de enige die ooit de band wilde verlaten. Ze is een van de inspiraties voor veel van Nats liedjes. Zijzelf is verliefd op Nat net zoals Nat op Rosalina verliefd is.
- Cooper Pillot - De manager van de band heeft een naamloze oudere zus, houdt van een meisje genaamd Patty Scoggins en is bekend om het dragen van een pak en een bril.
- Mr. Wolff (pap)/Sonny - Een gekke accordeonist; hij heeft het een en ander gepresteerd in het Hoboken Rathskeller restaurant. Hij probeert soms om in een van de bands muziekvideo's te komen. Hij datet met Betty, maar die verlaat hem later voor zijn broer, Miles.
- Jesse Cook - De babysitter en leraar; jammer genoeg is ze niet slim genoeg voor dat baantje, maar gelukkig zijn Rosalina en Qaasim er om haar te helpen. Ze noemt Alex haar "kleine vriendje" en draagt zeven verschillende soorten tatoeages. Ze datet met de Beminnelijke Timmerman Brothers; Donny, Johnny en Billy.
- Betty - Zij maakt deel uit van de twee-leden band van Sonny Wolff, "The Hunnie Bunnies" maar niemand houdt van hun muziek. Ze is een schoonheidsspecialiste. In seizoen twee, aflevering Oom Miles verlaat ze Sonny voor zijn broer, jazzmuzikant Miles Wolff. Ze draagt ook een enorme blonde pruik.

## Cast
| Acteur           | Rol |
| ---------------- | --- |
| Nat Wolff        | "Nat": 11-13 jaar oud, zanger, songwriter, toetsenist                                                                             |
| Alex Wolff       | "Alex" 8-10 jaar oud, drummer |
| David Levi       | "David": 11–13 jaar oud, toetsenist                                                                                               |
| Thomas Batuello  | "Thomas": 11–13 jaar oud, cellist                                                                                                 |
| Qaasim Middleton | "Qaasim": 11–13 jaar oud, gitarist                                                                                                |
| Allie DiMeco     | "Rosalina": 15 jaar oud, bassiste                                                                                                 |
| Cooper Pillot    | "Cooper": 11–13 jaar oud, manager                                                                                                 |
| Michael Wolff    | "Mr. Wolff (Pap)/Sonny": accordeonist                                                                                             |
| Jesse Draper     | "Jesse Cook": band-leraar, babysitter, dansmeisje in muziekvideo's                                                                |
| Tim Draper       | "Principal Schmoke": Rector van de "Amigos Elementary School"                                                                     |
| Daniel Raymont   | "The Director": Regisseert sommige van de muziekvideo's (seizoen 1) "Wing": De regisseur voor de mocktour van de band (seizoen 2) |
| Cathy Curtin     | "Betty": Paps vriendin |
| Teala Dunn       | "Juanita": 8-10 jaar oud: Alex' zwak en vriendin                                                                                  |
| Billy Draper     | "Billy Timberman": lid van de slecht getalenteerde "The Timberman Brothers"/Jesses vriendje af en toe                             |
| Adam Draper      | "Donnie Timberman": lid van de slecht getalenteerde "The Timberman Brothers"/Jesses vriendje af en toe                            |
| Coulter Mulligan | "Johnny Timberman": lid van de slecht getalenteerde "The Timberman Brothers"/Jesse's vriendje af en toe                           |
| Eleanor Draper   | "Tessy": Jesses zus/dansmeisje in de muziekvideo's                                                                                |
| Lisa Mulligan    | "Bessy": Jesses zus/dansmeisje in de muziekvideo's                                                                                |

## Seizoenen en films

### Seizoenen
| Seizoen   | Afleveringen | Eerste uitzenddatum | Laatste uitzenddatum |
| --------- | ------------ | ------------------- | -------------------- |
| Seizoen 1 | 13           | 3 februari 2007     | 20 oktober 2007      |
| Seizoen 2 | 15           | 21 januari 2008     | 17 juni 2008         |
| Seizoen 3 | 13+          | 18 oktober 2008     |                      |
| Specials  | 2+           | 1 december 2007     |                      |

### Afleveringen

#### Pilot: 2007
| Titel                              | Eerste uitzenddatum |
| ---------------------------------- | ------------------- |
| The Naked Brothers Band: The Movie | 27 januari 2007     |

#### Seizoen 1: 2007
| Nr.   | Titel                             | Eerste uitzenddatum VS |
| ----- | --------------------------------- | ---------------------- |
| 1     | VMAs                              | 3 februari 2007        |
| 2     | Wolff Brothers Cry Wolf           | 3 februari 2007        |
| 3     | Nat Is A Stand Up Guy             | 10 februari 2007       |
| 4     | Fishin' For Love                  | 17 februari 2007       |
| 5     | Alex's Clothing Line              | 24 februari 2007       |
| 6     | Puberty                           | 3 maart 2007           |
| 7     | A Rebel and a Skateboarder        | 17 maart 2007          |
| 8     | A Man Needs a Maid                | 24 maart 2007          |
| 9     | First Kiss (On The Lips, That Is) | 7 april 2007           |
| 10    | The Song                          | 22 juni 2007           |
| 11-12 | Battle of the Bands               | 6 oktober 2007         |
| 13    | Alien Clones                      | 20 oktober 2007        |

#### Seizoen 2: 2008
| Nr.   | Titel                         | Eerste uitzenddatum VS |
| ----- | ----------------------------- | ---------------------- |
| 14-15 | Sidekicks                     | 21 januari 2008        |
| 16    | Three Is Enough               | 2 februari 2008        |
| 17    | Great Trip                    | 9 februari 2008        |
| 18    | The Talk Show                 | 16 februari 2008       |
| 19    | The Bar Mitzvah               | 23 februari 2008       |
| 20    | Uncle Miles                   | 8 maart 2008           |
| 21    | Concert Special #2            | 5 april 2008           |
| 22    | Everybody Cried At Least Once | 12 april 2008          |
| 23    | Cleveland                     | 19 april 2008          |
| 24    | The Country Fair              | 26 april 2008          |
| 25    | Country Fair Concert Special  | 24 mei 2008            |
| 26-28 | Polar Bears                   | 6 juni 2008            |

#### Seizoen 3: 2008-2009
| Nr.   | Titel                 | Eerste uitzenddatum VS |
| ----- | --------------------- | ---------------------- |
| 29-30 | Mystery Girl          | 18 oktober 2008        |
| 31-32 | Operation Mojo        | 22 november 2008       |
| 33    | The Supertastic 6     | 26 november 2008       |
| 34    | Christmas Special     | 13 december 2008       |
| 35    | Valentine Dream Date  | 7 februari 2009        |
| 36-37 | Naked Idol            | 14 maart 2009          |
| 38-39 | The Premiere          | 11 april 2009          |
| 40-41 | No School's Fools Day | 13 juni 2009           |

#### Specials: 2007-nu
| Nr. | Titel                          | Eerste uitzenddatum VS |
| --- | ------------------------------ | ---------------------- |
| 1   | Been There, Rocked That        | 1 december 2007        |
| 2   | Secrets of the NBB Summer Tour | 30 januari 2009        |

### Films
| Seizoen | Titel                                            | Aflevering nr. | Eerste uitzenddatum |
| ------- | ------------------------------------------------ | -------------- | ------------------- |
| 1       | "The Naked Brothers Band: The Movie"             | Proloog        | 27 januari 2007     |
| 1       | "The Naked Brothers Band: Battle of the Bands"   | 11-12          | 6 oktober 2007      |
| 2       | "The Naked Brothers Band: Sidekicks"             | 1-2            | 21 januari 2008     |
| 2       | "The Naked Brothers Band: Polar Bears"           | 13-15          | 17 juni 2008        |
| 3       | "The Naked Brothers Band: Mystery Girl"          | 1-2            | 18 oktober 2008     |
| 3       | "The Naked Brothers Band: Operation Mojo"        | 3-4            | 22 november 2008    |
| 3       | "The Naked Brothers Band: Naked Idol"            | 8-9            | 14 maart 2009       |
| 3       | "The Naked Brothers Band: The Premiere"          | 10-11          | 11 april 2009       |
| 3       | "The Naked Brothers Band: No School's Fools Day" | 12-13          | 13 juni 2009        |

## Speciale gasten
| Acteur              | Rol        | Seizoen | Aflevering + nr.                                                                 |
| ------------------- | ---------- | ------- | -------------------------------------------------------------------------------- |
| Snoop Dogg          | zichzelf   | 1       | VMA's #1                                                                         |
| George Lopez        | zichzelf   | 1 2     | Nat Is A Stand-Up Guy; #3 Everyone's Cried At Least Once; #7 Polar Bears; #11-13 |
| Keli Price          | Bobby Love | 1       | Battle of the Bands; #11-12                                                      |
| Joel Madden         | zichzelf   | 2       | The Talk Show; #4                                                                |
| Tony Hawk           | zichzelf   | 2       | The Bar Mitzvah; #5                                                              |
| Mitchie Brusco      | zichzelf   | 2       | The Bar Mitzvah; #5                                                              |
| Phil Collins        | zichzelf   | 2       | Polar Bears; #11-13                                                              |
| Miranda Cosgrove    | zichzelf   | 3       | Mystery Girl; #1-2                                                               |
| David Desrosiers    | zichzelf   | 3       | Premiere, deel 2; #6                                                             |
| Whoopi Goldberg     | zichzelf   | 3       | Christmas Special                                                                |
| Natasha Bedingfield | zichzelf   | 3       | Christmas Special                                                                |
| Leon Thomas III     | zichzelf   | 3       | Christmas Special                                                                |
| Victoria Justice    | zichzelf   | 3       | Valentine dream date special the premier                                         |

## Internationale debuten
- Verenigd Koninkrijk: Nickelodeon UK, 29 mei 2007
- Nieuw-Zeeland: Nickelodeon New Zealand
- Verenigde Staten: The N
- Nederland:  Nickelodeon (Nederland/Vlaanderen)

## Reeds uit op dvd (in de Verenigde Staten)
- The Naked Brothers Band: The Movie
- The Naked Brothers Band: Battle of the Bands
- The Naked Brothers Band: Seizoen 1
- The Naked Brothers Band: Side Kicks
- The Naked Brothers Band: Seizoen 2
- The Naked Brothers Band: Polar Bears